# John Forbes (amiral)
Pour les articles homonymes, voir John Forbes.
L'Admiral of the Fleet John Forbes (17 juillet 1714-10 mars 1796) est un officier de marine britannique. Il se distingue en particulier pendant la guerre de Succession d'Autriche.

## Biographie

### Origines et jeunesse
Forbes naît à Minorque, île de Méditerranée occidentale, propriété de la couronne de Grande-Bretagne depuis sa capture en 1708. Il est le deuxième fils de George Forbes (en), troisième comte de Granard (en) et de Mary, née Stewart (1672/3–1758), qui était la fille ainée de William (en), premier vicomte Mountjoy (en). John suit les traces de son père et intègre la Royal Navy. Il embarque sur le HMS Burford, vaisseau de troisième rang de 70 canons, le 31 mai 1726, à l'âge de 12 ans. Il sert en tant que volontaire sous les ordres de son oncle maternel, l'honorable Charles Stewart. À bord du Burford, il sert en Méditerranée, avant de passer avec son oncle à bord du HMS Lion, et de mettre les voiles en direction des Indes occidentales en 1729. Alors qu'il sert sur place, Stewart promeut Forbes au grade de lieutenant.
Il reçoit sa première commission en tant que troisième lieutenant du HMS Kingston (60), sur lequel il embarque le 13 janvier 1733. L'année suivante, il est nommé quatrième lieutenant sur un vaisseau plus important, le HMS Edinburgh (70). Le 21 juillet 1734, il passe sur le HMS Britannia, vaisseau de premier rang de 100 canons, en tant que sixième lieutenant, avant d'être nommé troisième lieutenant au mois de mai 1735. Le Britannia est alors le vaisseau amiral de Sir John Norris, et Forbes prend part, sous ses ordres, à l'expédition qui se rend à Lisbonne pour soutenir les Portugal face à la menace espagnole.

## Promotions
Impressionné par ses états de service, Norris nomme Forbes commander du HMS Poole (32) le 7 mars 1737. Forbes rentre en Angleterre avec Norris, escortant le Britannia. Le 3 octobre Forbes reçoit le commandement du HMS Port Mahon (20) et est envoyé servir dans la « Irish Station ». Le 10 août 1739, alors que la guerre de Succession d'Autriche et un nouveau conflit avec l'Espagne semblaient imminent, Forbes est nommé au commandement du HMS Severn à Plymouth, puis à celui du HMS Tyger le 30 juin 1740. Le Tyger était un bâtiment difficile à commander, l'équipage se soulevait régulièrement à propos de la répartition des parts de prise. Avant que Forbes n'ait eu le temps de trouver une solution à ce conflit, il est transféré sur le HMS Guernsey (50) récemment reconstruit, le 10 août, la veille de son lancement à Chatham. Forbes conduit le Guernsey au Nore et, le 15 septembre il s'occupe à recruter des membres d'équipage. Il réalise plusieurs courts voyages à destination des Provinces-Unies et de l'Irlande, avant de prendre la direction de Gibraltar avec un convoi en février 1741. Le voyage est marqué par la maladie qui se répand parmi les équipages, mais Forbes mène néanmoins à bien sa mission d'escorte, atteignant Gibraltar et rejoignant la Mediterranean squadron.
Forbes reçoit le commandement du HMS Norfolk en 1742 des mains de l'Admiral Thomas Mathews. À son bord, Forbes prend part à la bataille du cap Sicié le 11 février 1744. Le Norfolk de Forbes précède le HMS Namur de l'amiral Mathews dans la ligne de bataille et suivra les ordres de son supérieur lorsque celui-ci décidera de lancer l'attaque. Après deux heures de combat, le Norfolk contraint son opposant direct à sortir de la ligne, mais Forbes ne se lance pas à sa poursuite, préférant garder intact la ligne de file britannique. Sa santé se dégrade cependant et, en août 1744, il reçoit la permission de Mathews de laisser son commandement et de se rendre en cure thermale à Montferrat. Une fois son traitement effectué, il rentre en Angleterre où il est appelé à témoigner lors du procès en cour martiale du Vice-Admiral Richard Lestock qui a lieu entre mars et juin 1746, à la suite de enquête parlementaire lancée après la défaite de Toulon.

## Promotion au grade d'amiral et carrière politique
Forbes est promu au grade de Rear-admiral of the Blue le 15 juillet 1747, et envoyé servir en tant que commandant en second du Vice-Admiral John Byng dans la Méditerranée. Il est nommé Rear-admiral of the White (Contre-amiral de l'escadre Blanche) le 12 mai 1748 et prend le commandement de l'escadre de Méditerranée le 8 août, lorsque Byng rentre en Angleterre. Forbes le suivra quelque temps plus tard. Sa santé étant toujours défaillante, il refuse un commandement dans les Indes orientales en 1754. Il ne servira plus jamais en mer mais continuera une carrière politique et de courtisan. Il est promu Vice-Admiral of the Blue (vice-amiral de l'escadre Bleue) le 6 janvier 1755 et élu par deux fois au Parlement d'Irlande pour la circonscription de St Johnstown (en) dans le comté de Longford en 1751 puis pour celle de Mullingar en 1761. Cependant, contrairement à son père, il ne siègera jamais à la Chambre des communes à Westminster.

## Intrigues politiques
Son père qui avait siégé au Parlement d'Irlande comme lui était proche du duc d'Argyll, une importante figure de l'opposition à Walpole. John, lui, sera proche de Grenvilles et William Pitt. Pitt forme son premier ministère en novembre 1756 et Forbes est nommé à l'Admiralty Board en décembre. Après le renvoi de Pitt en avril 1757, Forbes quitte le Conseil de l'Amirauté, et ne le réintègre qu'à la formation du second gouvernement de Newcastle en juin. Pendant cette période, l'exécution du Vice-Admiral John Byng est décidée par la cour martiale et sa grâce est refusée par le roi. Forbes, convaincu de l'illégalité de la sentence, refuse de signer l'ordre d'exécution

## Fin de carrière

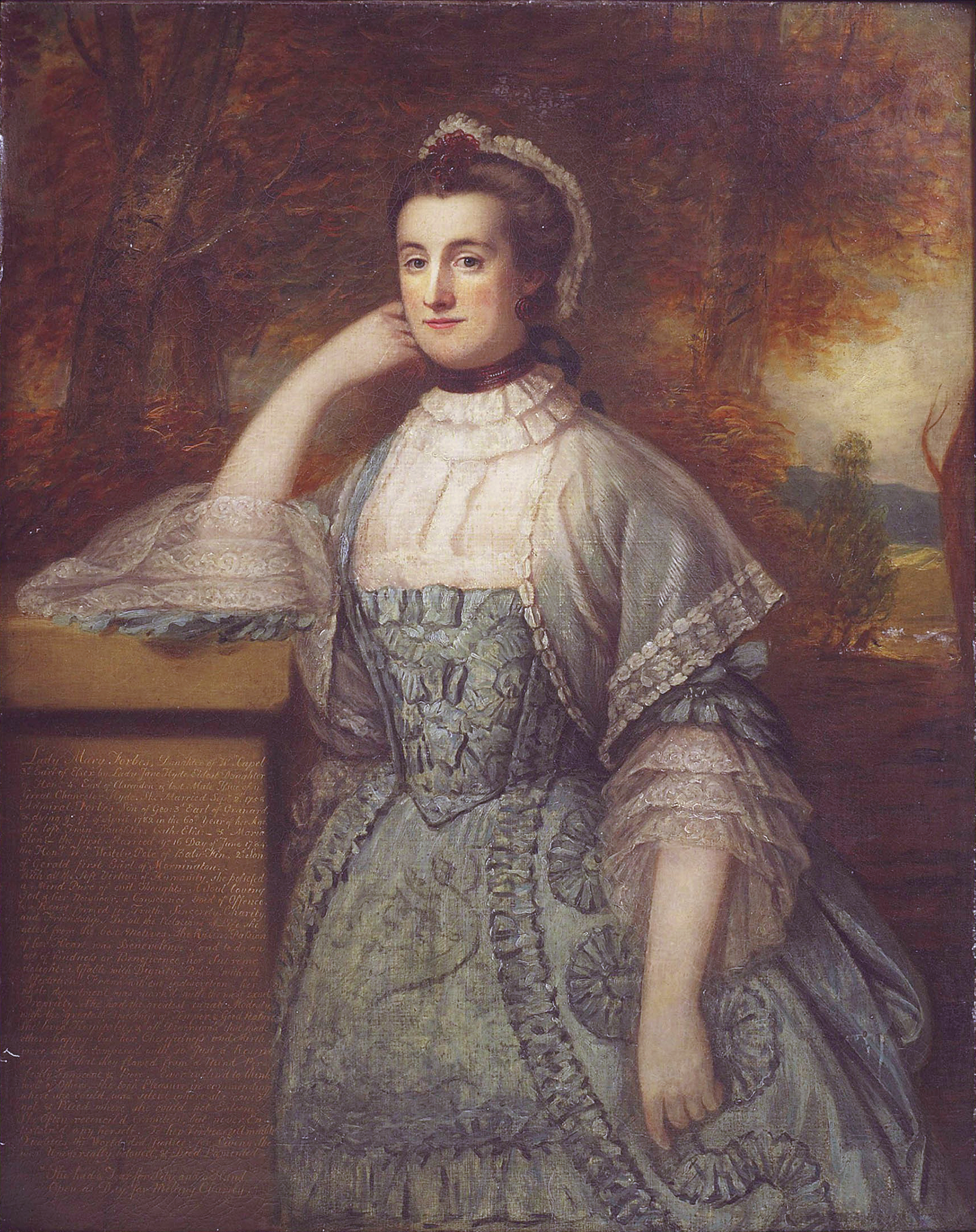
Mary Forbes, 1722-1782. (Nicholas Farrer, 1750-1805)

Le 5 février 1758, Forbes est promu Admiral of the Blue et continue à siéger au Conseil de l'Amirauté, dont il devient l'un des Lord Commissioners. Il dispose alors de prérogatives élargies et est une figure très respectée. Il siège au Conseil jusqu'en avril 1763. Le 1er mai, il reçoit la sinécure de général des Royal Marines, et est nommé Admiral of the White le 18 octobre 1770. Sa dernière promotion au rang d'Admiral of the fleet, plus haute dignité de la Royal Navy intervient le 24 octobre 1781, à la mort de Lord Hawke.

## Vie privée et mort
Forbes avait épousé Lady Mary Capell (1722–1782), la fille de troisième comte d'Essex, le 2 septembre 1758. De cette union naissent des sœurs jumelles en janvier 1761. Sa femme décède le 9 avril 1782 et est enterrée dans le caveau familiale des comte d'Essex, en l'église paroissiale St Mary's à Watford. John Forbes meurt le 10 mars 1796 et est enterré aux côtés de sa femme le 18 mars.

### Sources et bibliographie
- (en) Cet article est partiellement ou en totalité issu de l’article de Wikipédia en anglais intitulé « John Forbes (Royal Navy officer) » (voir la liste des auteurs).
- (en) « John Forbes » sur Biographica Hibernia, p. 155 Lire en ligne
- (en) « John Forbes » dans Collins's Peerage of England, p. 484 Lire en ligne